# Сарнахбюр
Сарнахбюр (вірм. Սառնաղբյուր), Агбулак (азерб. Ağbulaq) — село у Аскеранському районі Нагірно-Карабаської Республіки. Село розташоване на південний схід від Аскерана, поруч з селом Даграз.

## Пам'ятки
- В селі розташоване кладовище 18-19 ст., млин 19 ст. та печера «Ацот».